# Pylaisia levieri
Pylaisia levieri là một loài Rêu trong họ Hypnaceae. Loài này được (Müll. Hal.) Arikawa mô tả khoa học đầu tiên năm 2004.